# Len Gilmore
Leonard Preston Gilmore, conhecido como  Len Gilmore (3 de novembro de 1917 - 18 de fevereiro) foi um jogador de beisebol norte-americano.